# Haus der Presse (Dresden)

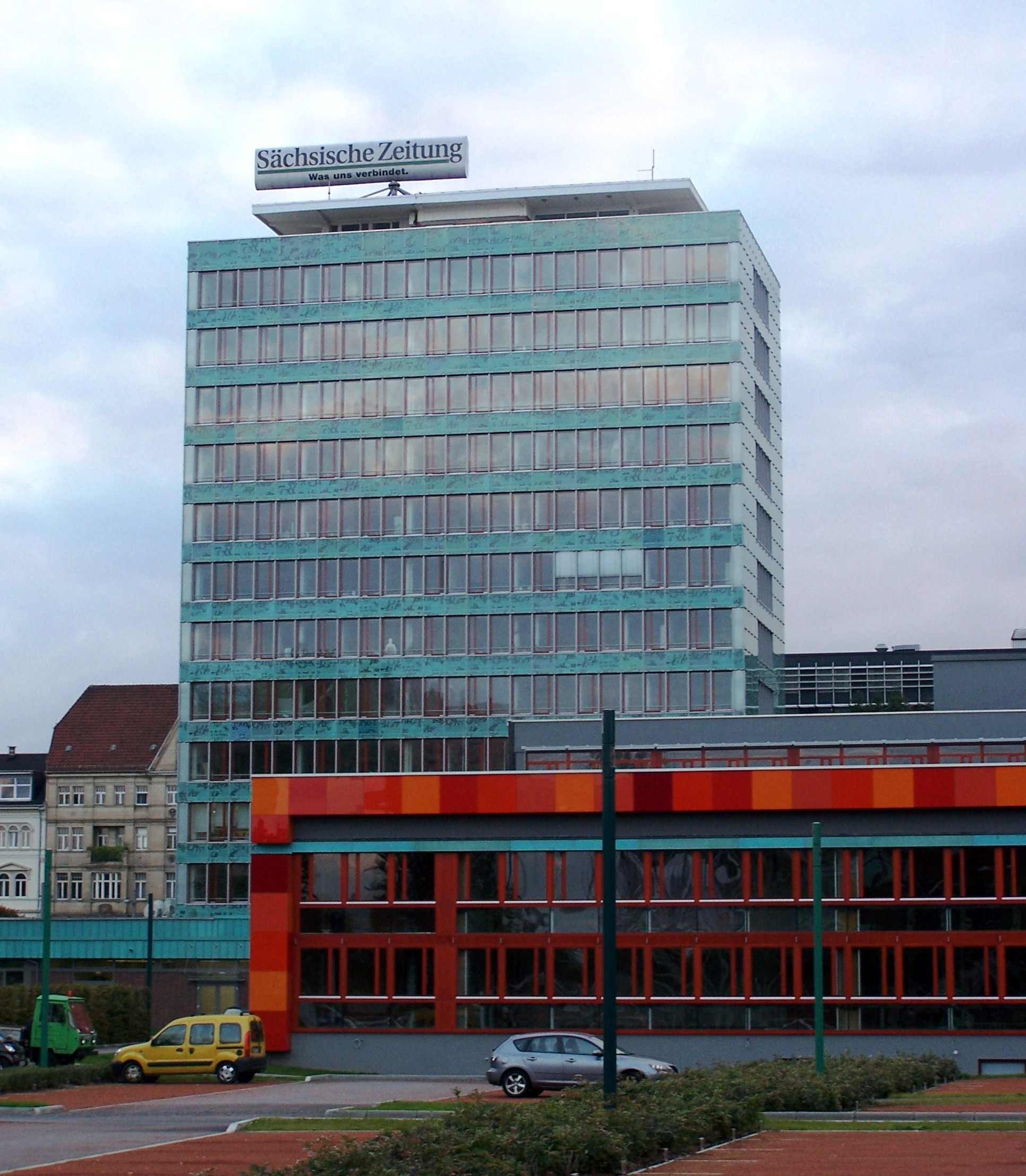
Haus der Presse 2007, Ostfassade

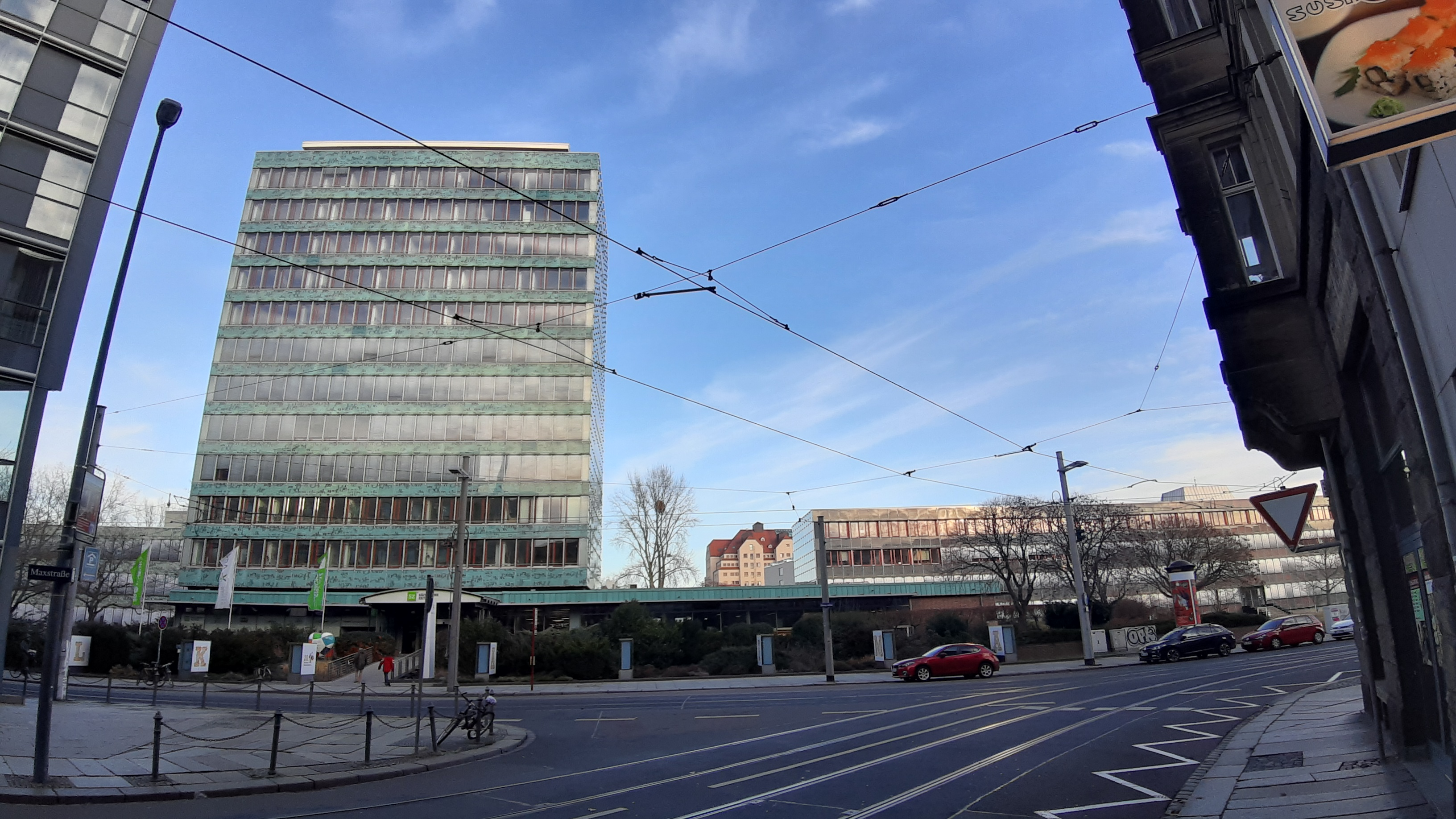
Haus der Presse 2020, Westfassade

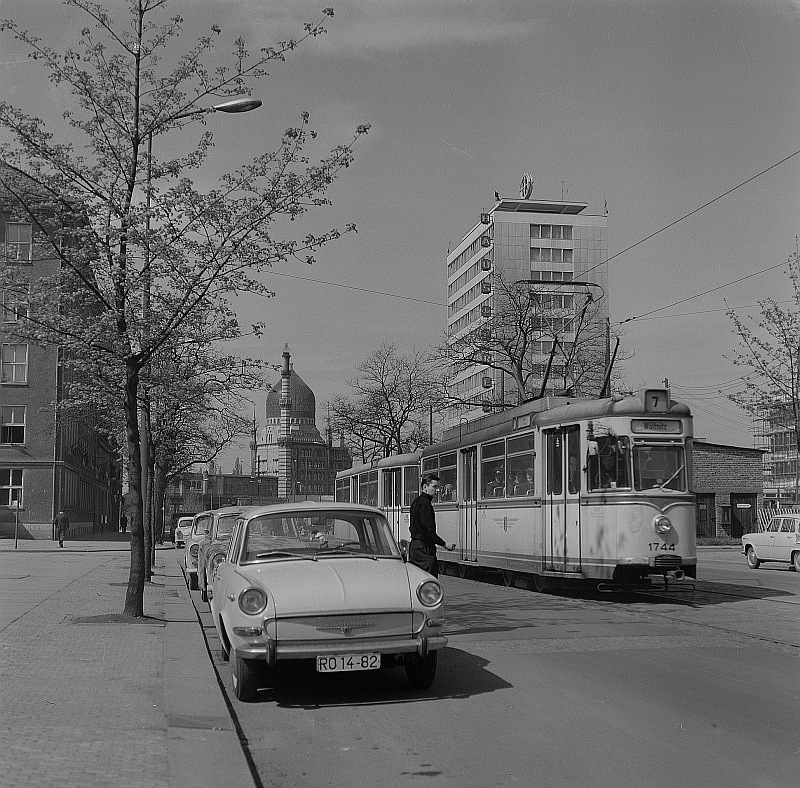
Haus der Presse 1967

Das Haus der Presse ist ein Hochhaus an der Ostra-Allee 20 in Dresden, das 1966 als „bestes Bauwerk der Stadt Dresden“ mit einem Architekturpreis ausgezeichnet wurde. Es symbolisiert den architektonischen Übergang von der Nationalen Bautradition zum Internationalen Stil.

## Vorgeschichte
Das Areal der Wilsdruffer Vorstadt zwischen Elbufer und Ostra-Allee gehörte bis zur Zerstörung während der Luftangriffe auf Dresden 1945 zu den am dichtest bebauten Stadtteilen der Dresdner Innenstadt und war durch eine Mischung von Gewerbe- und Wohngebäuden geprägt. Die gewerblichen Ansiedlungen gehörten zum Teil durch ihre Lage am Weißeritzmühlgraben in ihrem Kern zu den ältesten Gewerbebetrieben Dresdens. Nach der Zerstörung wurde das Areal Anfang der 1950er Jahre großflächig beräumt.

## Beschreibung
Am 24. Juni 1958 wurden in der Perspektiv-Plangruppe der Stadt Dresden die ersten Gedanken über den Bau einer Zeitungsredaktion in der Stadt erörtert. Bis dahin arbeiteten Redaktion und Druckerei der Sächsischen Zeitung in den Räumen des ehemaligen Rüstungsbetriebs Goehle-Werk, die Dresdner Stadtredaktion im Hochhaus am Albertplatz.

### Gebäude
Das 13-geschossige Hochhaus wurde von Wolfgang Hänsch und Herbert Löschau als Teil eines Druckerei- und Verlagskomplexes entworfen, der aus diesem Hochhaus, einem östlich angeschlossenen Flachbau, der als Verlagsgebäude diente, der nördlich liegenden eigentlichen Zeitungsdruckerei und gestalteten Grün- und Freiflächen vor allem im Bereich zwischen Hochhaus, Flachbau und der Ostra-Allee (damals: Julian-Grimau-Allee) bestand. Es war in der DDR das erste Hochhaus aus Fertigelementen.
Der Bau begann am 7. November 1960 mit der Errichtung der nördlich liegenden Druckereihalle. Für diese wurde am 16. März 1962 Richtfest gefeiert; der erste Zeitungsdruck erfolgte im Mai 1963. Im September 1963 wurde der Grundstein für das Redaktionshochhaus mit 638 Fenstern und 228 Treppenstufen gelegt. Im April 1966 konnte die Redaktion einziehen, die offizielle Eröffnung erfolgte am 30. April 1966. Das 6,5 Millionen Mark teure Gebäude wurde in Stahlskelett-Montagebauweise errichtet. Die Fensterbänder erhielten profilierte Aluminiumbrüstungen, die Giebelflächen wurden mit Waschbetonplatten verkleidet. Der Kompaktbau wurde mit Keramikplatten verkleidet, ansonsten Sichtbetonflächen. Im Haus verlief ein Rohrpostsystem. Auf dem Dach drehte sich bis zur Wende das Logo der Zeitung. An der Fassade hingen senkrecht zehn einzelne Buchstaben und ein Wort des Schriftzugs „H A U S der P R E S S E“. Die Buchstaben stehen heute vor dem Gebäude an der Ostra-Allee.
Bis 1990 waren im Haus der Presse neben der Redaktion und dem Verlag der Sächsischen Zeitung die Bezirksredaktion des Neuen Deutschland untergebracht. Auch die Verwaltung des Grafischen Großbetriebes der Völkerfreundschaft hatte ihren Sitz an der damaligen Julian-Grimau-Allee. Ebenso gab es einen Volksbuchhandel (1966 bis 1976), einen Friseur sowie einen Laden der Deutschen Werbe- und Anzeigengesellschaft (DEWAG). Auf dem Gelände am Haus der Presse gab es Garagen und eine Werkstatt für den Fuhrpark, Parkplätze für die Beschäftigten, Materiallager, Trafostationen, und einen Eisenbahnanschluss mit Verladerampe für die Druckerei. Eine Anlieferung von Papierrollen per Schiff scheiterte, weil der extra angelegte Tunnel zur Elbe zu niedrig war. Im Speisesaal im Haus der Presse mit eigener Betriebsküche wurde und wird für das leibliche Wohl der Mitarbeiterinnen und Mitarbeiter gesorgt. Der Zeit-im-Bild-Verlag im benachbarten Anbau hatte eine eigene Kantine.
Auf dem Dach des Gebäudes in 46 Metern Höhe befindet sich eine begehbare Terrasse. Bis in die 1990er Jahre wurde dort ein Dachcafé betrieben. Noch heute wird das Dach für Pausen, aber auch für Interviews genutzt.
Es ist Verlagshaus der Sächsischen Zeitung und war zwischenzeitlich auch Sitz der Dresdner Morgenpost, die später den anschließenden Flachbau bezog. Das 1966 als „bestes Bauwerk der Stadt Dresden“ mit einem Architekturpreis ausgezeichnete Gebäude kennzeichnet eine deutliche Zäsur in der DDR-Architekturpolitik für Dresden: „Während noch wenige Jahre zuvor dem Leitbild der ‚Nationalen Bautradition‘ entsprochen wurde, nahm man mit diesem Verlagsneubau Abschied von einer national gedeuteten Architektur und orientierte sich stattdessen nach den Prinzipien der Architektur des Internationalen Stils“.

### Bildkünstlerische Ausgestaltung und Skulpturen

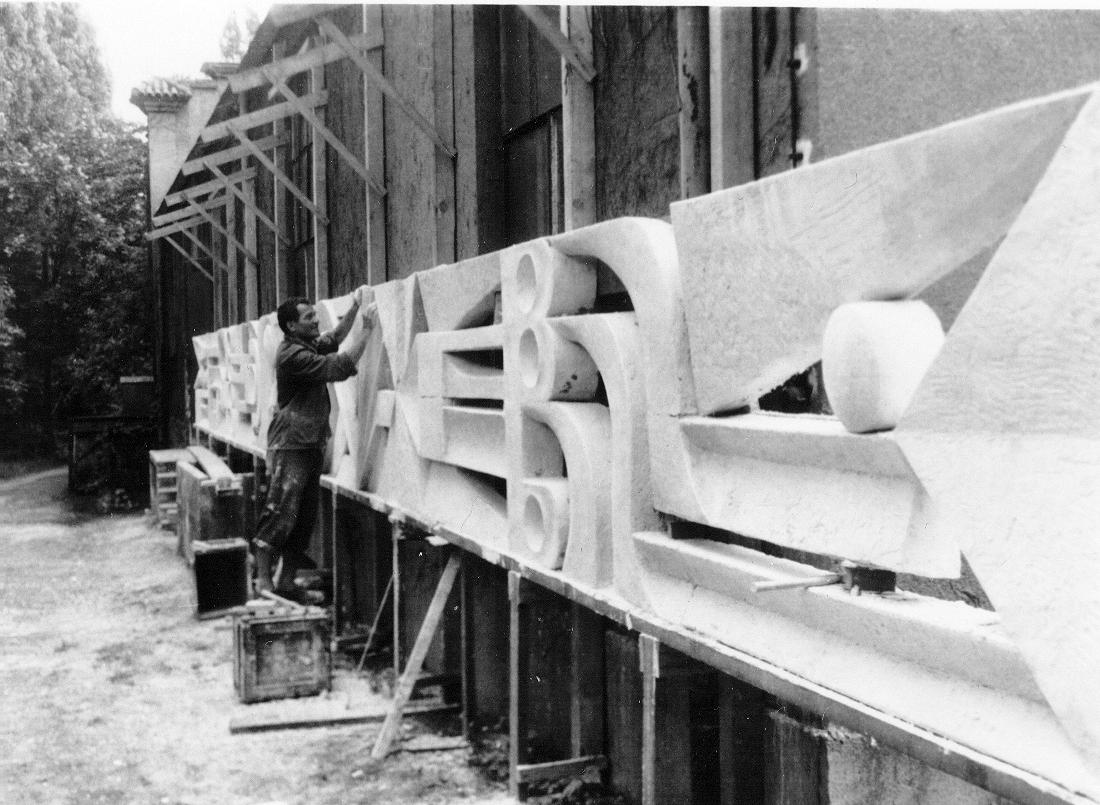
Rudolf Sitte beim Bearbeiten des Relief-Modells für den Innenhof Haus der Presse der Sächsischen Zeitung Dresden

1966 wurde im Hof des Gebäudes ein 30 × 18 m großes Betonrelief von Rudolf Sitte aufgestellt. Gegenstand war „Der Produktionsprozess. Zeitungsdruck“. Von 1967 stammen fünf Reliefplatten aus Bronze von Walter Howard mit dem Titel „Franz Mehring – Publizist seiner Zeit“. Sie messen 60 × 120 cm und befinden sich an einer Wand in der Eingangshalle des Gebäudes. Aus dem gleichen Jahr stammt die Bronzeplastik einer Tänzerin von Ursula Naumann. Im Jahr 1975 schuf Johannes Peschel einen „Block aus Zement“ vor dem Haus der Presse. Die „Politplastik“ stellte die Vereinigung der KPD und SPD in Sachsen dar und wurde 1989 entfernt. Vor dem Hochhaus bestand außerdem eine Brunnenanlage.

## Nach 1990

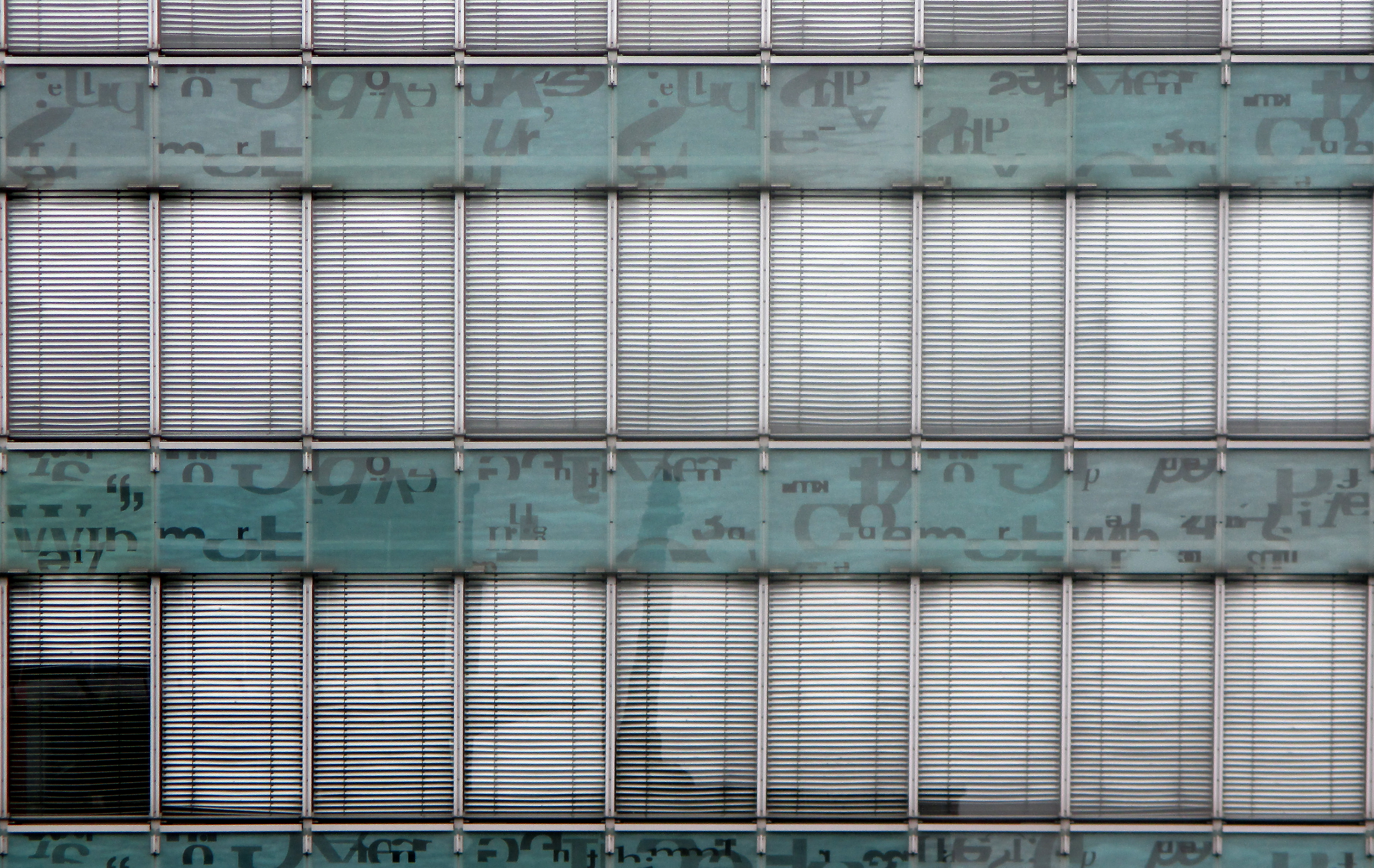
Verkleidung vom Haus der Presse

Bei der Flut 2002 wurde das Haus der Presse von der Weißeritz und später von der Elbe geflutet. Schon zuvor war ein Abriss und Neubau des Hochhauses im Gespräch. Nach der Flut wurde die Sanierung des Hauses beschlossen.
Im Jahr 2003 wurde das Gebäude saniert und erhielt eine neue, kupfergrüne Verkleidung aus 4000 Glasscheiben von Martin Seelinger. Auf der Verkleidung sind lose Folgen von Typographien als Schmuck angebracht worden. Als Inspiration dienten Texte aus Vilém Flussers Buch Vogelflüge. Essays zu Natur und Kultur. Wolfgang Hänsch, der Architekt aus den 1960er-Jahren, bezeichnete dies als „typographische Überschwemmung [und] Verpackungsarchitektur“. Die Sanierung kostete 4,6 Millionen Euro. Die Buchstaben „Haus der Presse“, die am Hochhaus befestigt waren, wurden abgenommen und in Vitrinen an der Straße aufgestellt. 2004 wurde die alte Druckhalle abgerissen, nachdem das neue Druck- und Verlagsgebäude an der Radeburger Straße in Betrieb ging. An ihrer Stelle befinden sich heute Parkplätze.
In der Könneritzstraße befindet sich seit 2005 eine Haltestelle der Straßenbahn Dresden mit dem Namen „Kongresszentrum (Haus der Presse)“.